# Konjarić Vrh
 Konjarić Vrh  falu Horvátországban Zágráb megyében. Közigazgatásilag Krašićhoz tartozik.

## Fekvése
Zágrábtól 43 km-re délnyugatra, községközpontjától 6 km-re északnyugatra a Zsumberki-hegységben fekszik. 

## Története
A falunak 1857-ben 145, 1910-ben 161 lakosa volt. Trianon előtt Zágráb vármegye Jaskai járásához tartozott. 2001-ben 31 lakosa volt. 

## Lakosság
| Lakosság változása | Lakosság változása | Lakosság változása | Lakosság változása | Lakosság változása | Lakosság változása | Lakosság változása | Lakosság változása | Lakosság változása | Lakosság változása | Lakosság változása | Lakosság változása | Lakosság változása | Lakosság változása | Lakosság változása |
| ------------------ | ------------------ | ------------------ | ------------------ | ------------------ | ------------------ | ------------------ | ------------------ | ------------------ | ------------------ | ------------------ | ------------------ | ------------------ | ------------------ | ------------------ |
| 1857               | 1869               | 1880               | 1890               | 1900               | 1910               | 1921               | 1931               | 1948               | 1953               | 1961               | 1971               | 1981               | 1991               | 2001               |
| 145                | 137                | 172                | 176                | 166                | 161                | 123                | 142                | 123                | 112                | 117                | 98                 | 70                 | 38                 | 31                 |

## Külső hivatkozások
Krašić hivatalos oldala